# Lässerud
Lässerud ist ein Småort in der schwedischen Provinz Värmlands län beziehungsweise der historischen Provinz Landskap Värmland.
Lässerud liegt circa 10 km südwestlich vom Hauptort der Gemeinde Eda, Charlottenberg, entfernt. Durch den Ort führen der Länsväg S 610 und der Länsväg S 631. Die Kirchgemeinde gehört zu Köla Socken bei Adolfsfors. Im Jahr 2015 hatte Lässerud 62 Einwohner.